# Jean Feldmann
Jean Feldmann (1905–1978) est un biologiste français, spécialisé dans l'étude des algues marines.

## Biographie
Jean Feldmann est né le 25 juin 1905 à Paris. Il a initialement étudié la pharmacie, obtenant son premier diplôme en 1929, avant de se porter son attention sur les algues marines. En 1933, il est devenu assistant à l'Université d'Alger, où il a passé un doctorat en in 1937, épousé son assistante, Geneviève Mazoyer (1910-1994), en 1938, et où il est devenu professeur en 1948. Le couple a déménagé à Paris quand Jean a accepté un poste dans l'institution devenue l'Université Pierre-et-Marie-Curie. Ils y sont restés jusqu'à sa retraite en 1976. Il est décédé subitement le 18 septembre 1978,,.

## Travaux
Feldmann a publié près de 220 travaux scientifiques, principalement sur les algues marines, mais également sur divers champignons, mousses, algues d'eau douce et plantes à fleur. Il croyait fortement en la coopération scientifique internationale et, ayant co-fondé la Société Phycologique de France en 1955, il était un fervent défenseur de la fondation de l'International Phycological Society, dont il a été le président de sa création en 1961 jusqu'à sa retraite.

## Hommage
En 1971, le genre d’algues rouges Feldmannophycus (famille des Caulacanthaceae) a été nommé en l'honneur de Jean Feldmann par Jean Augier et Charles-François Boudouresque.